# Reggenza di Bengkulu Meridionale
La reggenza di Bengkulu Meridionale o reggenza di Bengkulu Selatan è una reggenza (in indonesiano: kabupaten) dell'Indonesia, situata nella provincia di Bengkulu.
Il capoluogo della reggenza è Manna.